# 托马什·戈德尔
托马什·戈德尔（捷克語：Tomáš Goder，1974年9月4日—），捷克男子跳台滑雪运动员。他曾代表捷克斯洛伐克参加1992年冬季奥林匹克运动会跳台滑雪比赛，获得男子团体高台铜牌。